# Euoplocephalus
Euoplocephalus («cap ben cuirassat» del grec antic; eu-/ευ-, ben; hoplo-/οπλο-, cuirassat; i kephale/κεφαλη, cap) és un dels gèneres de dinosaures ancilosaures més grans, de la mida aproximada d'un elefant petit. També es tracta de l'ancilosaure amb el millor registre fòssil. Es creu que els gèneres Anodontosaurus, Dyoplosaurus i Scolosaurus són el mateix que Euoplocephalus tot i que Dyoplosaurus s'ha considerat un tàxon vàlid en una anàlisi recent.